# Jean-Baptiste Oudry
Jean-Baptiste Oudry (Parijs, 17 maart 1686 - Beauvais, 30 april 1755), was een Franse schilder en ontwerper. Hij schilderde voornamelijk dieren, vooral honden; daarnaast jachttaferelen. Hij was artistiek directeur van de gobelinweverij in Beauvais. Hij had grote invloed op de ontwikkeling van de wandtapijtkunst. Werken van hem bevinden zich onder andere in het Musée des beaux arts in Dijon en in het Museum Nissim de Camondo in Parijs. 

## Biografie[1]
Jean-Baptiste was de zoon van de schilder en kunsthandelaar Jacques Oudry (c.1661-1720) en Nicole Papillon. Oudry volgde eerst zijn opleiding aan de Académie de Saint-Luc en later aan de Académie Royale de Peinture et de Sculpture waar hij ook werkzaam zou zijn als docent. 
Onder begeleiding van Nicolas de Largillière kopieerde Oudry het werk van Vlaamse en Hollandsche schilders uit de zeventiende eeuw en ontwikkelde hij een affiniteit voor het schilderen van flora en fauna. Hij liet zich onder andere inspireren door Frans Snyders, Jan Fijt, Jan Baptist Weenix. 
Tussen 1725 en 1735 verzorgde hij de illustraties voor Le Roman Comique van Paul Scarron en voor Les Fables of Jean de La Fontaine.
Via zijn beschermheer, Henri Camille, kwam hij in contact met het hof van Lodewijk XV en werd hij aangesteld als hofschilder van de koninklijke jacht. 
Oudry was getrouwd met Marie-Marguerite Froissé, uit dit huwelijk werden meerdere kinderen geboren waaronder Jacques-Charles die ook kunstschilder zou worden.

## Galerij
Wandtapijten

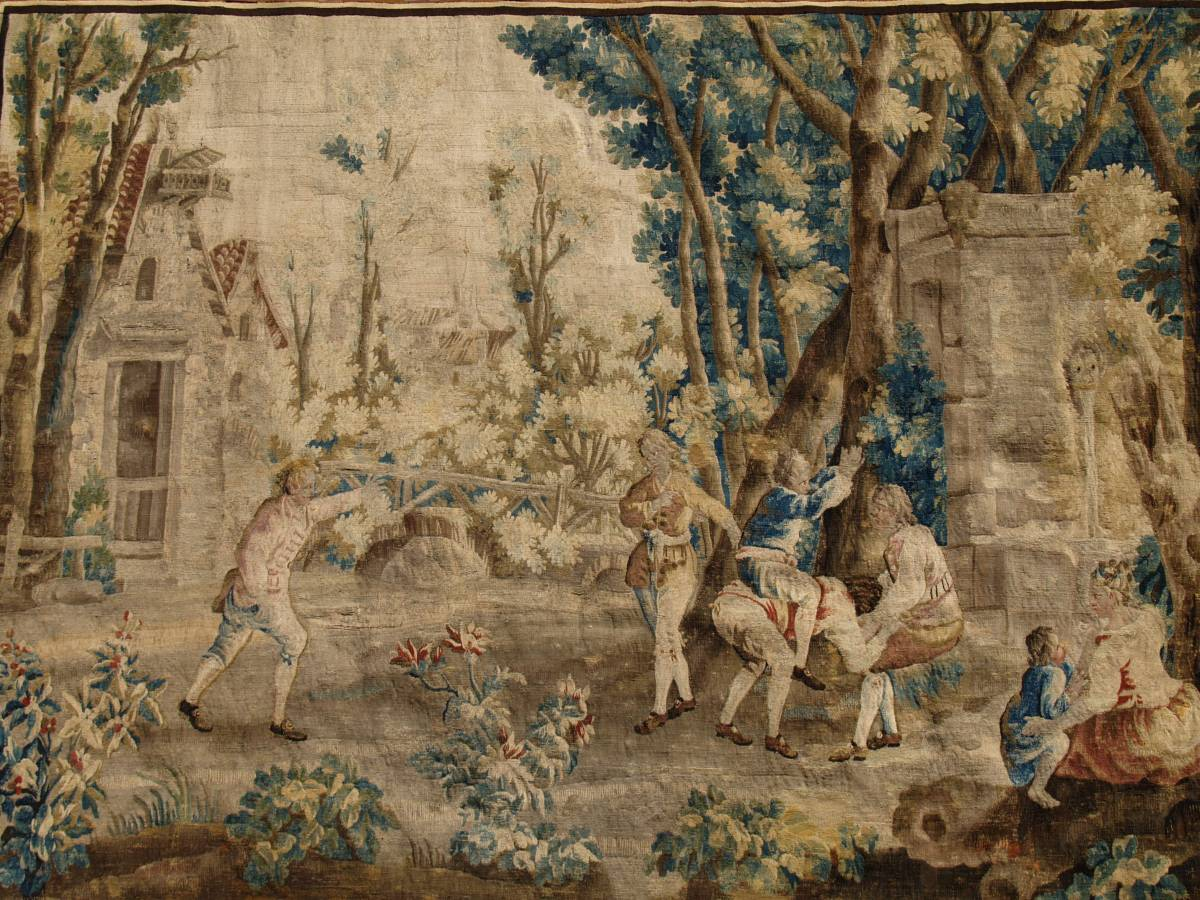
Les Amusements Champêtres: Le cheval fondu, Manufacture de Beauvais, Jean-Baptiste Oudry
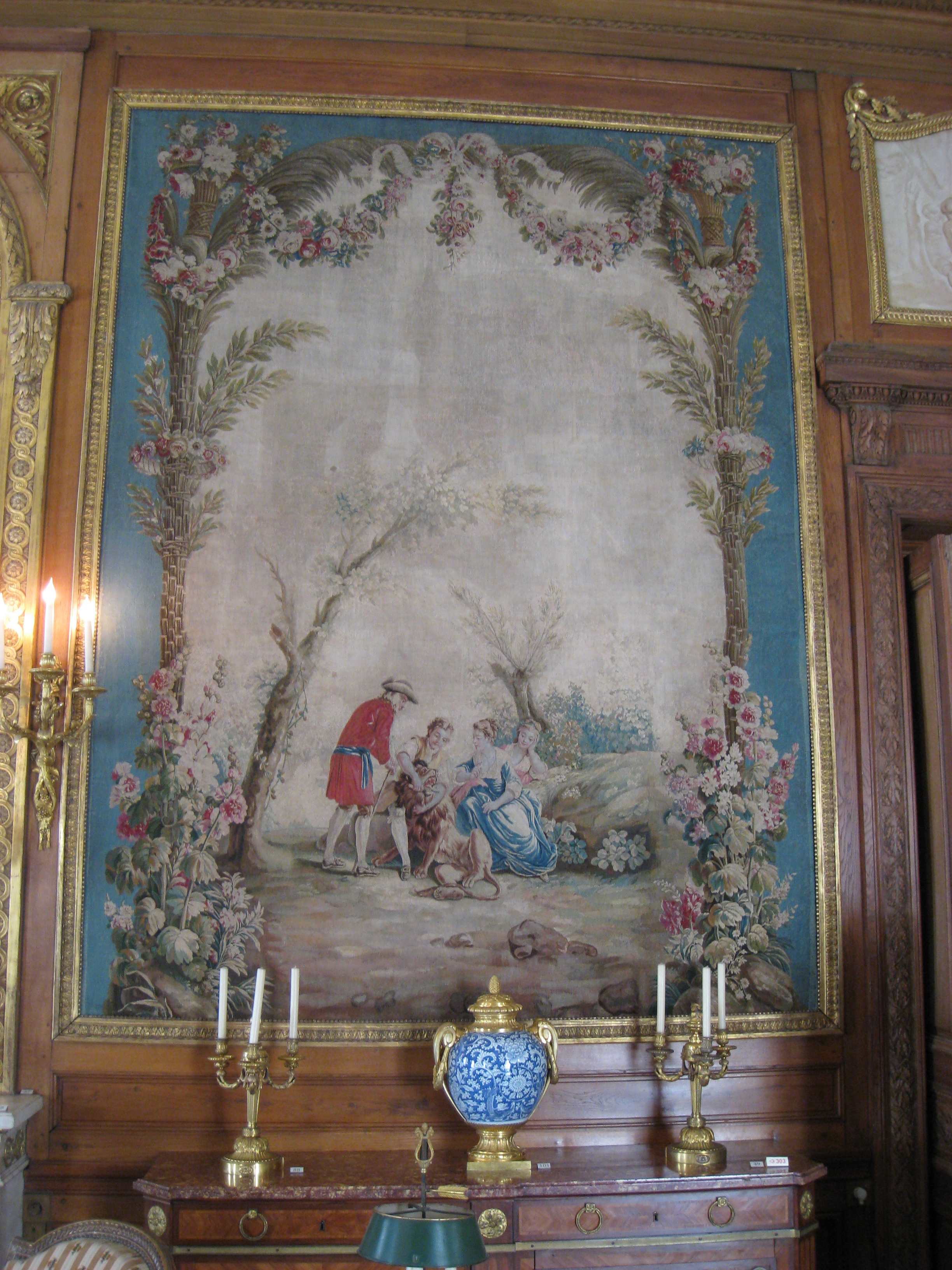
Aubusson tapijt; Jean-Baptiste Oudry - Fables de La Fontaine (circa 1775-1780), museum Nissim de Camondo, Parijs

Schilderijen

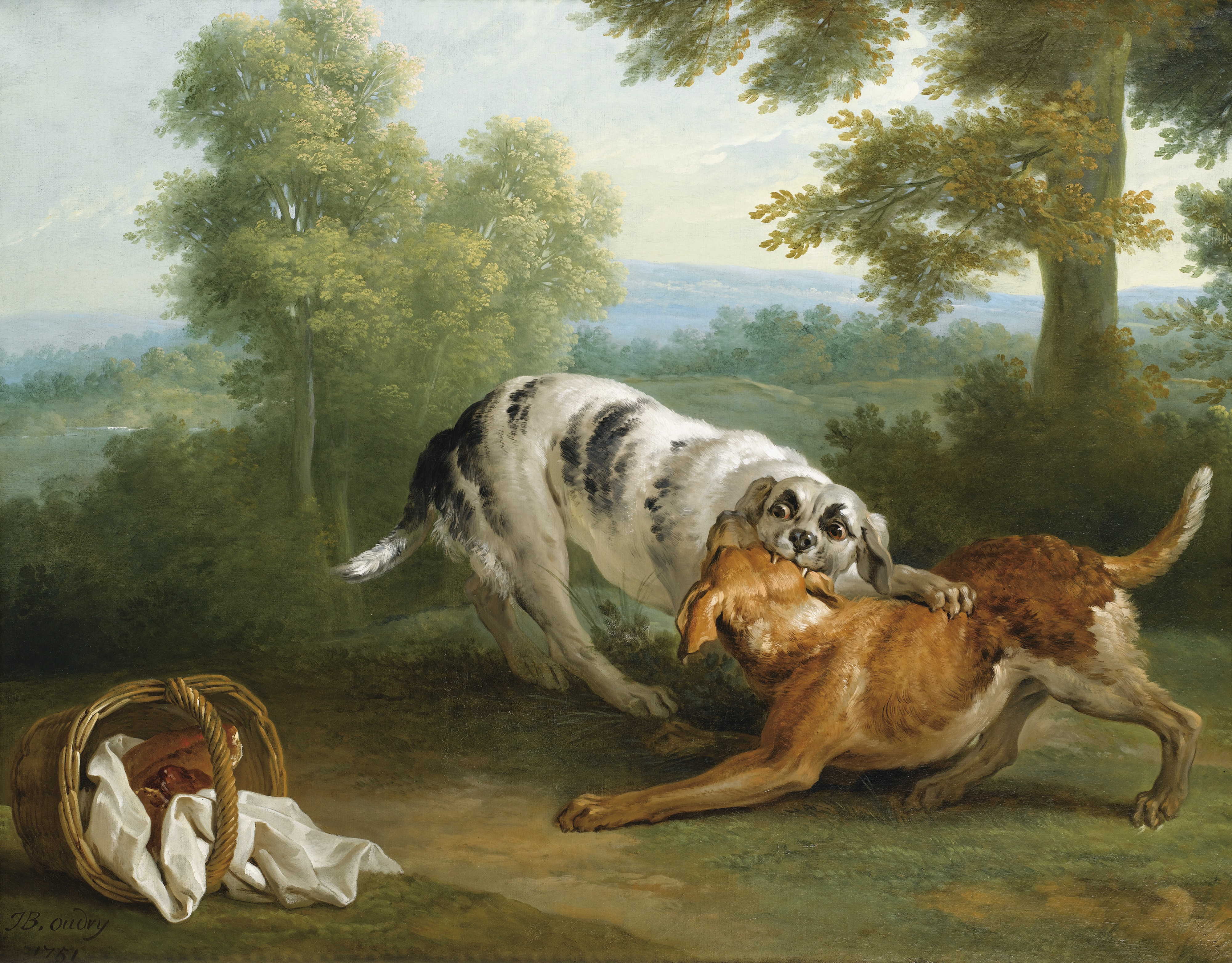
Le chien qui porte à son cou le diner de son Maitre (1751)
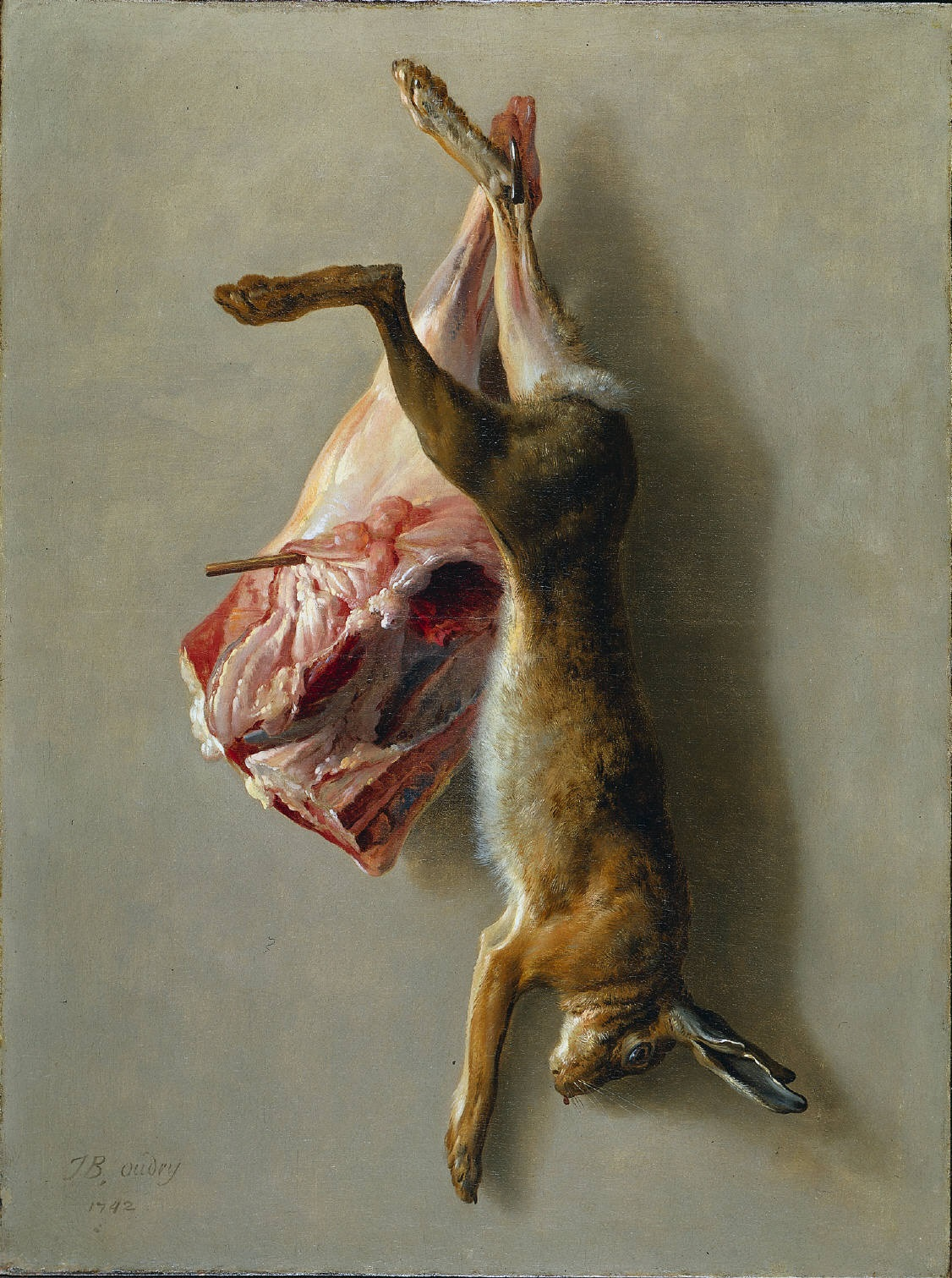
Stilleven (1742)

- Biblioteca Nacional de España: XX1580445
- Bibliothèque nationale de France: cb14065537w (data)
- Stuttgart Database of Scientific Illustrators 1450–1950: 957
- Gemeinsame Normdatei: 118738887
- International Standard Name Identifier: 0000 0001 2276 4528
- KulturNav: 50a5966b-b2ea-4a44-8caf-d4bab79cdd2d
- Library of Congress Control Number: n83010715
- Nationale Bibliotheek van Letland: 000288975
- MusicBrainz: 8d9fdb5b-189c-43e3-8c9d-4e84f77da03f
- Nationale Bibliotheek van Tsjechië: ola2002150768
- Nationale bibliotheek van Australië: 35403374
- Nationale Bibliotheek van Israël: 987007273807905171
- Nederlandse Thesaurus van Auteursnamen: 07012843X
- RKD-Nederlands Instituut voor Kunstgeschiedenis: 61222
- SNAC: w6wq0qkf
- Système universitaire de documentation: 029304784
- Trove: 940477
- Union List of Artist Names: 500021906
- Virtual International Authority File: 12336049
- WorldCat: E39PBJmdrTGgHXVGgPB7vWRHYP